# Mircea Florian (muzician)
Mircea Florian (n. 5 decembrie 1949, Satu Mare, România) este un muzician, solist vocal, instrumentist, compozitor și artist multimedia român, care este activ începând cu anii ’60.

## Activitate artistică
Și-a început cariera cântând muzică folk, însă mai târziu a abordat muzica rock, muzica electronică și cea experimentală. Este cunoscut și sub pseudonimele: M.A.N., Florian din Transilvania, FloriMan, Tralalart.
De-a lungul activității sale, înființează mai multe formații-concept, interesat fiind de experimentele artistice avangardiste, de mixtura între diverse stiluri muzicale, folk, muzică arhaică românească, africană și asiatică, muzică electronică, rock progresiv, new wave ș.a. Între formațiile înfiițate și conduse de Mircea Florian, merită amintite: Zburătorii, Florian în Labirint, Ceata de dubași, ceterași, kitarozi și alți meșteri lăutari, Ceata Melopoică și Florian din Transilvania.
Ceata Melopoică este unul dintre cele mai importante proiecte ale sale, inclusiv prin participarea unui număr impresionant de muzicieni și artiști români: Sorin Chifiriuc, Andrei Oișteanu, Alexandru Beno, Gabriel Căciulă, Valentin Andronescu, Günther Reininger, Andrei Cristea, Eugen Gondi, Dietrich Krauser, Mihai Crețu, Costin Petrescu, Alexandru Mitaru, Alexe Conta, Mircea Dordoi, Ortansa Păun, Sorin Baroți, Gheorghe Popescu, Dorin Liviu Zaharia, Doru Zaharia, Mihai Pintilie.
Alt proiect reprezentativ pentru Mircea Florian este Florian din Transilvania, grup experimental ce îmbina într-un mod inedit muzica rock și muzica electronică. Cu Florian din Transilvania a susținut spectacole de teatru-rock în prima jumătate a anilor ’80 și a realizat albumul Tainicul vârtej, apărut în anul 1986 la Electrecord. În proiectul Florian din Transilvania a colaborat cu următorii muzicieni: Dan Cimpoeru, Horațiu Rad, Marius Vintilă, Doru Istudor „M.S.”, Valentin Andronescu, Dietrich Krauser, Doru Căplescu, Zsolt Kerestely, Mihaela Hoajă, Mircea Baniciu, Gabi Golescu, Marcela Saftiuc, Adrian Fundescu.
Colaborează pe albumele Din nou împreună (lansat de grupul rock orădean Metropol în anul 1986) și SymPhoenix/Timișoara (realizat de Phoenix în 1992). În 2009 revine pe scenă în calitate de invitat în concertele celor de la Shukar Collective.
În data de 2 iunie 2011 Senatul Universității de Vest „Vasile Goldiș” din Arad a hotărât să-i acorde titlul de „doctor honoris causa” și să-l includă astfel în corpul său academic.

## Filmografie

### Muzică de film
- 1975 Nu filmăm să ne-amuzăm, regia Iulian Mihu
- 1978 Mînia, regia Mircea Veroiu
- 1979 Între oglinzi paralele, regia Mircea Veroiu
- 1980 Cine mă strigă, regia Letiția Popa
- 1982 Înghițitorul de săbii, regia Alexa Visarion